# Heteroptilis
Heteroptilis là chi thực vật có hoa trong họ Apiaceae.